# Bloodbath at the House of Death
Bloodbath at the House of Death è un film del 1984 diretto da Ray Cameron.
È una commedia horror britannica e una parodia ispirata ad Amityville Horror e altri film horror dello stesso periodo.

## Trama
Headstone Manor, 1975. Un gruppo di monaci satanisti entra in una casa usata come luogo di vacanza per uomini d'affari e per giovani ragazze e uccide 18 dei suoi occupanti.
Nel 1983 il Dottor Lucas Mandeville e la dottoressa Barbara Coyle si recano nelle vicinanze di Headstone Manor per indagare su possibili tracce radioattive.
Insieme a molti altri scienziati, Mandeville e Coyle si recano nella casa, mentre l'Uomo sinistro, un prete satanista di 700 anni, prepara un rito nei boschi vicini per eliminare dalla casa gli ospiti non desiderati.
Molti cloni satanici di Mandeville, Coyle e degli altri scienziati entrano nella casa ed iniziano ad uccidere le persone al suo interno. Quando Coyle sta per essere uccisa, viene salvata da un poltergeist. I monaci satanici utilizzano poi un'astronave, rivelando così di essere alieni che utilizzavano la casa per le loro attività sulla terra.

## Produzione
Il film, diretto da Ray Cameron su una sceneggiatura dello stesso Cameron e di Barry Cryer, fu prodotto da Cameron e John Downes per la Wildwood Productions e girato a Potters Bar, nell'Hertfordshire, in Inghilterra.

## Distribuzione
Il film fu distribuito nel Regno Unito dal marzo 1984 al cinema dalla Thorn EMI con il titolo Bloodbath at the House of Death.
È inedito in Italia ed è uscito in DVD nel Regno Unito nel luglio 2008 con un divieto alla visione per i minori di quindici anni. È disponibile sulla piattaforma di streaming Netflix con il titolo Massacro nella casa della morte, il film è disponibile con audio originale e sottotitoli in italiano.
Alcune delle uscite internazionali sono state:
- negli Stati Uniti il 30 marzo 1984
- in Francia il 23 maggio 1984 (Cannes Film Festival)
- in Finlandia il 17 agosto 1984 (Hautakiven kartano)
- in Svezia il 19 ottobre 1984
- in Australia il 1º novembre 1984
- in Polonia (Krwawa lania w domu smierci)
- in Svezia (Mera blod i baljan boys)
- in Venezuela (Sangre en la casa de la muerte)

## Promozione
La tagline è: "The movie that took a lot of guts to make!".

## Altri media
Un romanzo ispirato al film fu pubblicato da Marcel Wave.